# Liste der Inseln in Montenegro
Dies ist eine Liste der Inseln in Montenegro. Montenegros Inseln sind relativ klein und bei weitem nicht so zahlreich vertreten wie jene im benachbarten Kroatien. Sie lassen sich untergliedern in jene im Adriatischen Meer und solche im Skutarisee:

## Inseln in der Adria
Von Nordwest nach Südost:
- Sveti Nikola

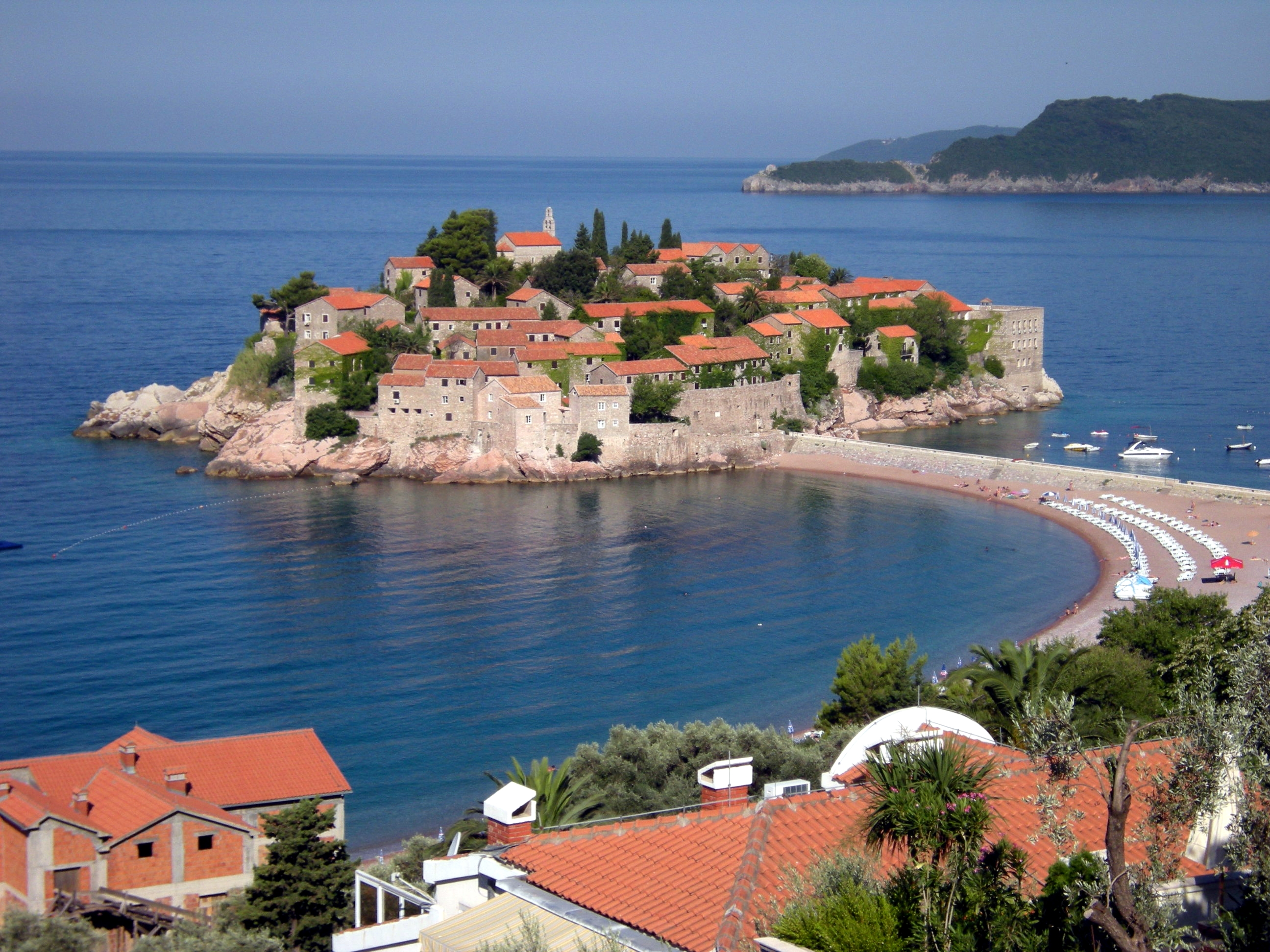
Sveti Stefan

- Sveti Stefan (heute eine Halbinsel)
- Golubinj (ein knapp 0,4 Hektar großer Felsen 400 Meter südlich von Sveti Stefan)
- Sveta Neđelja
- Katič
- Stari Ulcinj
- Hr Derran (kleine Felsinsel 1,5 km vor der Velika plaža)
- Ada Bojana

### In derBucht von Kotor

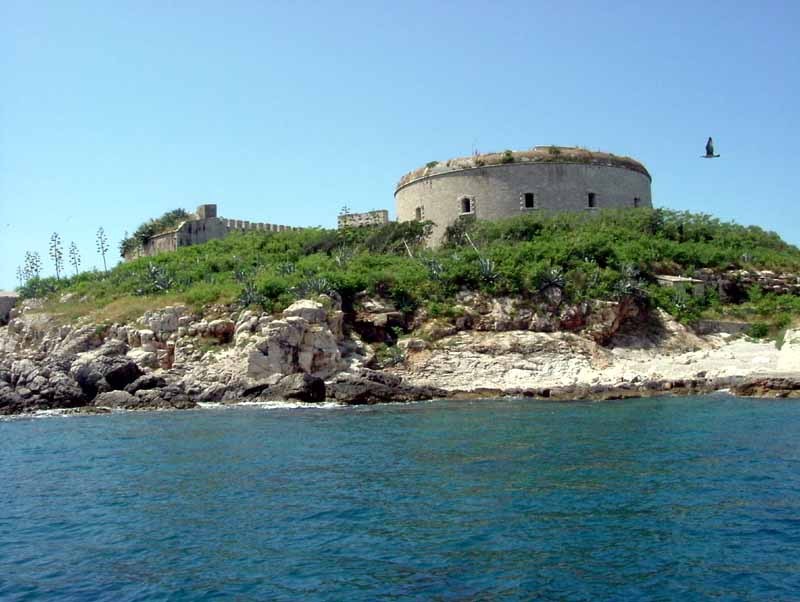
Mamula

Von außen nach innen:

#### Eingang der Bucht
- Mamula (ehem. Gefängnisinsel)
- Gospa od Mirišta (auch Vavedenje)

#### Becken von Tivat
Die 3 Inseln des Krtoljski-Archipels:
- Miholjska Prevlaka oder Ostrvo Cvijeća (Blumeninsel)
- Sveti Marko
- Gospa od Milosti

#### Inneres Becken
Die zwei Inseln vor Perast:

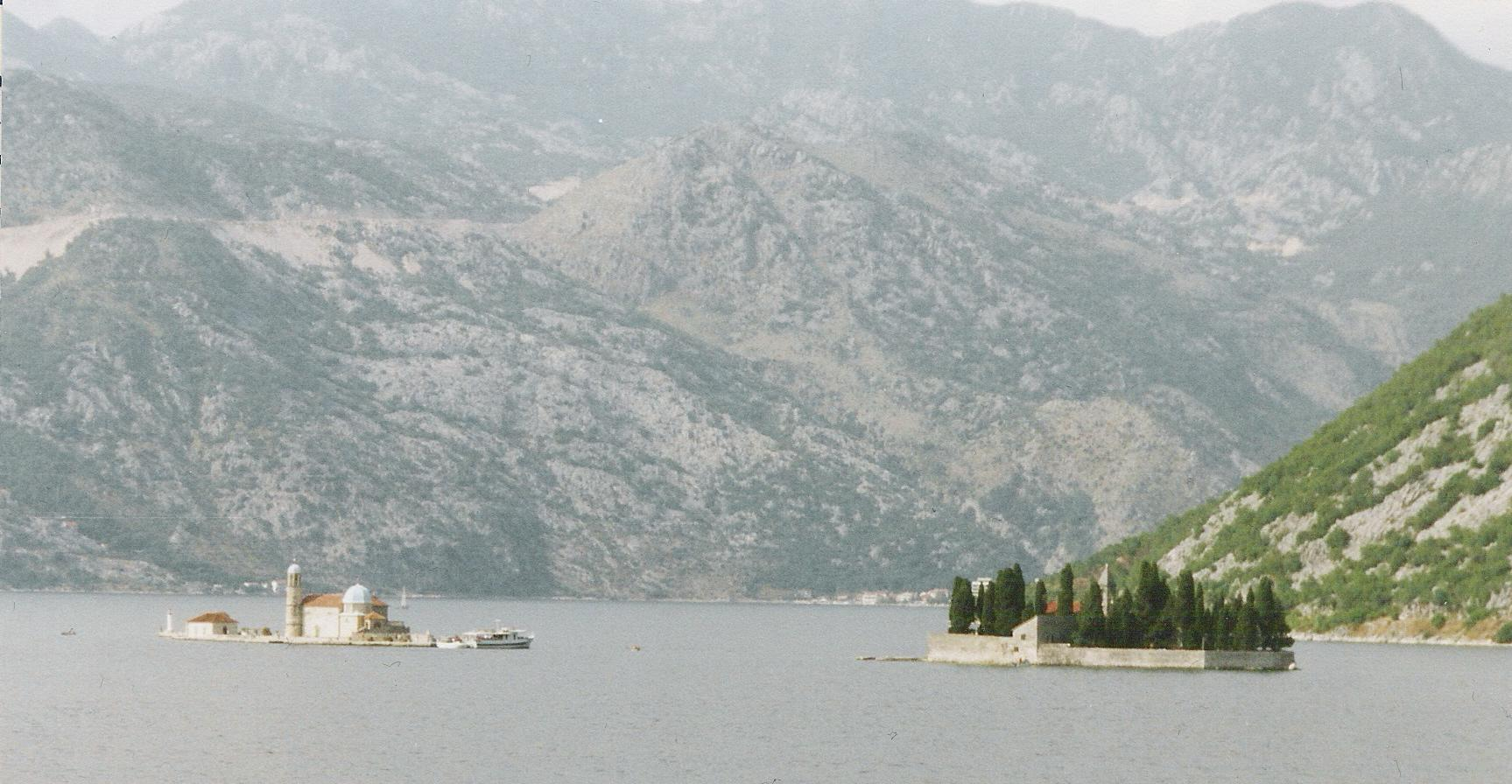
Gospa od Škrpjela (links) und Sveti Đorđe

- Gospa od Škrpjela (künstlich aufgeschüttet)
- Sveti Đorđe

## Inseln imSkutarisee

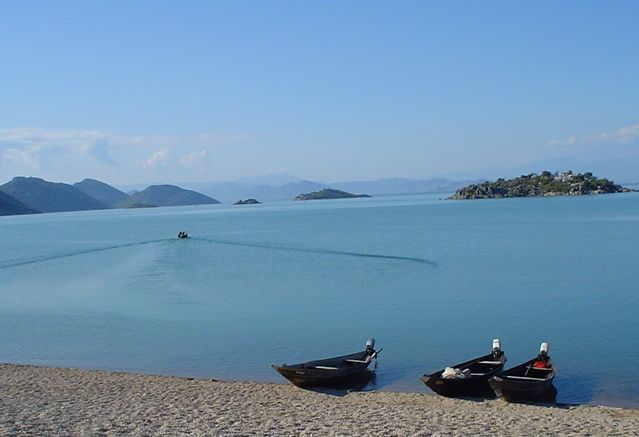
Inseln im Skutarisee

- Vranjina (als Teil des Morača-Deltas)

Kleine Inseln vor dem südlichen Ufer des Sees:
- Grmožur (ehem. Gefängnisinsel)
- Lesendro (ehem. Insel mit Burgruine, heute mit dem Fahrdamm der E 80 bzw. E 65 (Sutomore - Podgorica) verbunden)
- Starčevo
- Kom
- Beška
- Moračnik
- Omerova gorica
- Krajinski-Archipel (50 kleinere Inselchen und Felsen)

## Trivia
- Größte Insel — Sowohl Ada Bojana als auch Vranjina besitzen eine Fläche von 4,8 km².
- Größte Meeresinsel — Sveti Nikola ist etwa 36 ha groß.
- Höchste Insel — Vranjina erhebt sich bis zu 296 m über dem Skutarisee.
- Höchste Meeresinsel — Sveti Nikola ist 121 m hoch. Zweithöchste ist Sveti Marko mit 36 m.